# سووویوشچزنا
سووویوشچزنا (به لهستانی:  Sołojewszczyzna) یک روستا در لهستان است که در گمینا لیپسک واقع شده‌است.